# Туркадзе, Мераб
Мераб Туркадзе (род. 14 августа 1988, Кутаиси) — грузинский боксёр, представитель лёгкой, легчайшей и наилегчайшей весовых категорий. Выступал за сборную Грузии по боксу в конце 2000-х — середине 2010-х годов, победитель и призёр турниров международного значения, участник летних Олимпийских игр в Лондоне. Начиная с 2017 года боксирует на профессиональном уровне.

## Биография
Мераб Туркадзе родился 14 августа 1988 года в городе Кутаиси Грузинской ССР.

### Любительская карьера
Первого серьёзного успеха на взрослом международном уровне добился в сезоне 2007 года, когда вошёл в состав грузинской национальной сборной и побывал на международном турнире «Великий шёлковый путь» в Баку, откуда привёз награду бронзового достоинства, выигранную в зачёте наилегчайшей весовой категории — на стадии полуфиналов был остановлен азербайджанцем Самиром Маммадовым.
В 2009 году выступил на международном турнире «Ахмет Джёмерт» в Стамбуле, проиграв в 1/8 финала турку Сельчуку Экеру, и на чемпионате мира в Милане, где уже на предварительном этапе из борьбы за медали его выбил венгр Норберт Калуца.
В 2011 году боксировал на Мемориале Странджи в Пазарджике и на Мемориале Нурмагамбетова в Алма-Ате, участвовал в «Великом шёлковом пути», но ни на одном из этих турниров попасть в число призёров не смог.
На европейской олимпийской квалификации в Трабзоне Туркадзе дошёл до полуфинала и таким образом стал единственным грузинским боксёром, получившим лицензию для участия в летних Олимпийских играх 2012 года в Лондоне. В стартовом поединке категории до 56 кг должен был встретиться с алжирцем Мохамедом Амином Уадахи, но выступить в итоге не смог, поскольку не был допущен к соревнованиям из-за превышения весового лимита. Согласно распространённой информации, ещё накануне вес спортсмена соответствовал требованиям, но на следующий день взвешивание показало превышение нормы на 300 грамм. Давид Гобеджишвили, вице-президент НОК Грузии, заявил, что Туркадзе успешно прошёл взвешивание 27 июля, а затем на тренировке повредил запястье, в результате чего тренировку пришлось отменить. Именно это, по его словам, и стало причиной превышения допустимых норм на 200 грамм на следующий день.
После неудачи на лондонской Олимпиаде Мераб Туркадзе на некоторое время выбыл из состава боксёрской сборной Грузии, принимал участие только в соревнованиях национального уровня. Так, в 2013 году в легчайшем весе он стал серебряным призёром чемпионата Грузии в Тбилиси, потерпев поражение в решающем финальном поединке от Георгия Гогатишвили.
В 2016 году выиграл грузинское национальное первенство в легчайшей весовой категории, получил серебро на турнире «Великий шёлковый путь», стал бронзовым призёром Мемориала Ахмата Кадырова в Грозном, проиграв в полуфинале россиянину Овику Оганнисяну. Пытался пройти отбор на Олимпийские игры в Рио-де-Жанейро, однако на европейской олимпийской квалификации в Самсуне и на всемирной олимпийской квалификации в Баку выступил неудачно, выбыв из борьбы уже на предварительных этапах турниров.

### Профессиональная карьера
Не сумев пройти отбор на Олимпиаду в Рио-де-Жанейро, Туркадзе покинул расположение грузинской сборной и в июле 2017 года успешно дебютировал на профессиональном уровне. В течение нескольких месяцев провёл в Грузии пять поединков с малоизвестными соперниками и во всех одержал победу.
В апреле 2018 года на вечере бокса в Екатеринбурге встретился с непобеждённым узбекским боксёром Равшанбеком Умурзаковым (2-0) и проиграл ему досрочно в четвертом раунде, потерпев тем самым первое поражение в профессиональной карьере.
В мае 2018 года в Польше боксировал с местным проспектом Дамианом Вжесиньским (13-1-2) — противостояние между ними продлилось все отведённые 8 раундов, в итоге судьи единогласным решением отдали победу поляку.
В сентябре 2018 года в Гамбурге оспаривал вакантный титул интернационального чемпиона Германии в первой полусредней весовой категории, но был нокаутирован в третьем раунде Артёмом Арутюняном (4-0).